# Anija, Anija
Anija este un sat (kula) în comuna Anija, Regiunea Harju, Estonia. La recensământul din 2000, satul avea o populație de 124 locuitori.
1. ↑  Consiliul Funciar Eston, accesat în 21 noiembrie 2020
2. ↑   https://web.archive.org/web/20190115024608/http://postiindeks.ee/en/, arhivat din original la 15 ianuarie 2019 Lipsește sau este vid: |title= (ajutor)